# Betpaqdala
Betpaqdala är en slätt i Kazakstan. Den ligger i den centrala delen av landet, 600 km söder om huvudstaden Astana.